# 2-й военный округ (вермахт)
2-й корпусной округ (нем. Wehrkreis II) — военный округ вермахта. Образован на основе 2-го дивизионного округа рейхсвера 1 октября 1934 года, центр — Штеттин. Подчинялся 1-му армейскому командованию с центром в Берлине. Располагался на территории Мекленбурга, Померании, Шлезвига, Гольштейна, Гамбурга и Бремена.
В 1935 году на территории Шлезвига, Гольштейна, Гамбурга и Бремена был создан 10-й корпусной округ, ограничив компетенцию командования 2-го корпусного округа Мекленбургом, Померанией. Командованию округа подчинялись инспекции комплектования в Штеттине, Шверине и Кёзлине. В мирное время округ контролировал три пехотные дивизии — 2-ю, 12-ю и 32-ю.
2-я пехотная дивизия была преобразована в моторизованную и в связи с этим в 1938 году была передана под контроль 14-го корпусного округа. В связи с Судетским кризисом 1938 года из штаба округа был выделен штаб 2-го армейского корпуса, по его окончании разделение упразднено.
В августе 1939 года при подготовке вторжения в Польшу управление округа и корпуса вновь разделено. В годы Второй мировой войны округ подготовил около двадцати дивизий для вермахта. Прекратил существование после занятия Мекленбурга и Померании советскими и польскими войсками в мае1945 года.

## Командующие после разделения штабов округа и корпуса
- Генерал пехоты Отто Файге (с 26 августа 1939 г.)
- Генерал артиллерии Макс Фёренбах (с 14 мая 1940 г.)
- Генерал пехоты Вернер Киниц (с 30 апреля 1942 г.)
- Генерал кавалерии Вальтер Брэмер (с 1 января 1945 г.)
- Генерал пехоты Вальтер Хёрнлайн (с 1 февраля 1945 г.)
- Генерал кавалерии Вальтер Брэмер (с 15 апреля 1945 г.)